# Forte Diamante
Forte Diamante (667 s.l.m.), posizionato sulle alture tra la Val Polcevera e la Val Bisagno, prende il nome dal monte su cui è stato eretto tra il 1756 e il 1758 su proposta dell'ingegnere Jacques De Sicre, a presidio della posizione dominante terminale della dorsale che si sviluppa a nord dello Sperone. La sua funzione era, insieme ai forti Fratello Maggiore, Fratello Minore e Puin, quella di proteggere lo Sperone (uno dei tre settori vulnerabili delle Mura Nuove) come parte di un sistema di difesa avanzata a catena, secondo la logica del campo trincerato.

## Storia
Documenti che indicano la presenza in vetta al Monte Diamante di antiche posizioni militari si hanno fin dal 1395 con la "Bastia del Pino", di cui non si ebbero però più notizie. La postazione tornò alla ribalta durante l'assedio austriaco del 1747, quando fu costruita una piccola ridotta palizzata a forma di stella per sorvegliare le valli da eventuali incursioni austriache.
Nel 1756, il Magistrato delle Fortificazioni della Repubblica, su incoraggiamento del Marchese Giacomo Filippo Durazzo, chiese all'Ingegnere dell'Infante di Spagna, De Sicre, all'ingegner Robert de Cotte ed al maresciallo Antonio Federico Flobert la progettazione e la realizzazione di un forte costruito sulla sommità del Monte Diamante.
Il 2 giugno dello stesso anno furono approvati i disegni di De Cotte e si diede inizio ai lavori, che ebbero un periodo di sospensione a causa di dissidi sull'esproprio dei terreni su cui doveva sorgere, ma l'importanza strategica e la volontà di Durazzo (che contribuì generosamente all'edificazione del Forte), contribuirono all'ultimazione dell'opera nell'anno 1758.
A dimostrazione dell'impegno di Giacomo Durazzo la Repubblica appose all'ingresso del forte una targa oggi scomparsa con su scritto:
Due disegni della raccolta "Mappe e Disegni" dell'Archivio di Stato di Genova risalenti alla fine del Settecento mostrano il forte Diamante leggermente dissimile da quello attuale; le maggiori differenze sono la presenza di un tetto a falde in tegole di ardesia a copertura della caserma interna e in alcune parti delle mura di recinzione, oltre alla mancanza della caratteristica torre semicircolare, che sarebbe stata costruita negli anni venti dell'Ottocento.
La copertura, a causa dell'esposizione ventilata del forte, necessitava di continua manutenzione, quindi nel periodo napoleonico il tetto fu sostituito da una terrazza con caditoie utilizzabile come ulteriore elemento difensivo.
Nella primavera del 1800 il forte, difeso dai francesi della 41ª Demi-Brigade del comandante di Compagnia Bertrand, da non confondersi col più noto Henri Gatien Bertrand, fu al centro di un violento combattimento quando gli austriaci, guidati dal luogotenente generale, il conte di Hohenzollern, vi avevano posto un feroce assedio; il 30 aprile gli austriaci, con un attacco fulmineo, conquistarono le allora semplici "ridotte" dei "Due Fratelli" e il conte di Hohenzollern intimò la resa al Bertrand con le seguenti parole:
La risposta determinata di Bertrand non si fece attendere:
Il presidio francese del Diamante (circa 250 soldati) non si arrese e grazie all'intervento del generale Nicolas Jean-de-Dieu Soult, secondo del generale in capo sulla piazza di Genova (il futuro maresciallo André Massena), partito dal forte Sperone con due colonne di fanteria di linea, gli austriaci furono ricacciati alle posizioni di partenza.
Nel 1814, con l'annessione della Liguria al Regno di Sardegna, furono approvati nuovi interventi al forte, con l'inserimento di nuove caditoie, l'ampliamento della caserma centrale e la costruzione della torre semicircolare con all'interno una scala elicoidale, retrostante la caserma, usata per raggiungere la terrazza.
Qualche scaramuccia si registrò durante i moti popolari del 1849, ma l'ultimo fatto di rilevanza si ebbe nel 1857, quando un gruppo di rivoltosi mazziniani tentò di occupare il forte dopo aver assassinato un sergente, ma l'azione non durò a lungo e il fallimento dei moti che contemporaneamente dovevano aver luogo in città portò alla fine dell'azione sul Diamante.
La fortificazione fu abbandonata definitivamente dal demanio militare nel 1914 e mai più utilizzata, abbandonando la struttura al degrado, salvo alcuni limitati interventi conservativi a cura del comune di Sant'Olcese nel cui territorio è compreso il forte, unico a non essere all'interno del comune di Genova.
Oggi l'interno della struttura non è visitabile e chiuso al pubblico.

## Struttura
All'interno del forte, posizionato su un terrapieno, si trovano la caserma a tre piani, utilizzati come cappella, magazzino e camerate per la guarnigione che poteva variare da 40 a 100 uomini. Il pavimento del terrazzo è piastrellato in mattoni e le grate delle caditoie erano apribili. L'opera è dotata di una cisterna, capace di contenere 80 metri cubi d'acqua.
Il terrapieno pentagonale retrostante alla caserma ospitava l'armamento: cinque grandi obici posizionati verso nord e due cannoncini a difesa dell'ingresso.

## Come arrivare
Il forte è raggiungibile, esclusivamente a piedi, lungo un sentiero che inizia dal Forte Sperone e tocca il Forte Puin, passando a breve distanza dai Due Fratelli.
In alternativa si può utilizzare il pittoresco Trenino di Casella partendo dalla stazione nei pressi di Piazza Manin e scendendo alla fermata di Trensasco, frazione di Sant'Olcese sulle alture tra la Val Polcevera e la Val Bisagno facilmente raggiungibile anche in automobile da entrambe le vallate. Dal valico di Trensasco un ripido sentiero raggiunge la vetta del monte e il forte in circa 40 minuti di cammino.